# Hamataliwa monroei
Hamataliwa monroei là một loài nhện trong họ Oxyopidae.
Loài này thuộc chi Hamataliwa. Hamataliwa monroei được miêu tả năm 1989 bởi Grimshaw.